# Lithocarpus cyclophorus
Lithocarpus cyclophorus là một loài thực vật có hoa trong họ Cử. Loài này được (Endl.) A.Camus mô tả khoa học đầu tiên năm 1931.